# پیچه بایفیلار

سیم‌پیچ بایفیلار ناالقاور

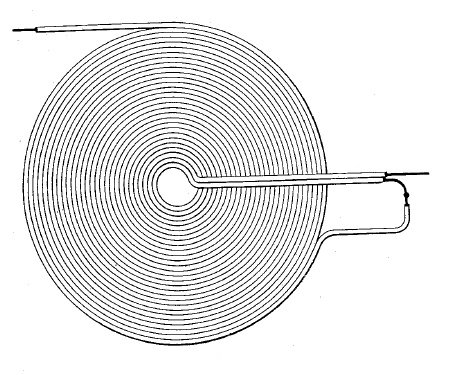
پیکربندی سیم‌پیچ بایفیلارِ نیکولا تسلا

سیم‌پیچ بایفیلار یا پیچهٔ دورشته‌ای نوعی سیم‌پیچ است که از دو سیم با فاصلهٔ بسیار کم و به موازات هم تشکیل‌شده است. در مهندسی واژهٔ بایفیلار برای توصیف سیم‌هایی به کار می‌رود که از دو فیلمان یا رشته تشکیل شده‌اند. استفاده از این اصطلاح برای اشاره به گونه‌ای ویژه از سیم‌پیچ‌هایِ ترانسفورماتوری رایج است. این سیم‌ها به صورت از پیش آماده در بازار موجودند و معمولاً رنگ لعاب یکی از رشته‌ها از دیگری متفاوت است. سیم‌های سه‌رشته‌ای مشابه را تریفیلار می‌گویند.
یکی از ویژگی‌های مهم سیم‌پیچ بایفیلار این است که اگر جریان دو رشته در خلاف جهت هم باشد، میدان مغناطیسی حاصل از سیم‌پیچ‌ها تقریباً یکدیگر را خنثی می‌کنند و برآیند کلی میدان مغناطیسی صفر می‌شود. در اصطلاح گفته می‌شود که خودالقایی سیم‌پیچ صفر است.

## کاربردها

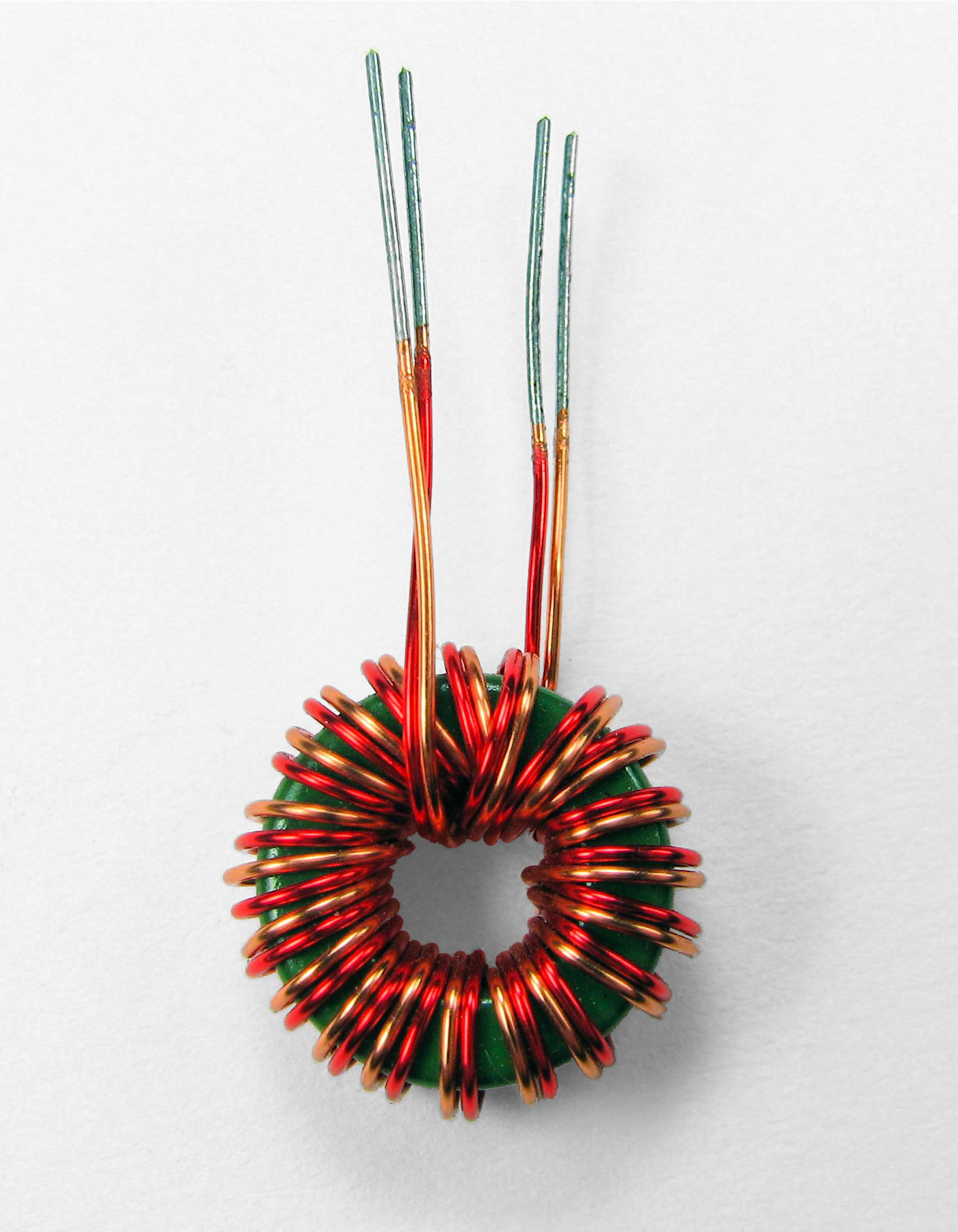
ترانسفورماتور حلقوی سیم‌پیچی‌شدهٔ دورشته‌ای که به نام چوک مُدمشترک نیز شناخته می‌شود

از این سیم‌پیچ‌ها در ساخت مقاومتهای سیم‌پیچی شده استفاده می‌شود که که اثر خودالقایی پارازیتی‌شان ناچیز و قابل چشم‌پوشی است استفاده می‌شود. گونه‌ای دیگر از این سیم‌پیچی‌ها در منابع تغذیه سوییچینگ برای فرونشاندن نیروی محرکهٔ الکتریکی متقابل استفاده می‌شوند که در این حالت سیم‌ها از نظر الکتریکی با هم ارتباطی ندارند، یکی از آن‌ها به عنوان سیم‌پیچ اولیه ترانسفورماتور عمل خواهد کرد و دیگری اتصال کوتاه می‌شود. هنگام قطع‌شدن رله که جریان سیم‌پیچ اولیه قطع می‌شود، بیشتر انرژی ذخیره‌شده در این سیم‌پیچ در سیم‌پیچ موازی‌اش تخلیه می‌گردد و به گرما تبدیل می‌شود و از این راه قسمتی از انرژی‌ای که ممکن است به وسیله (به‌ویژه نیم‌رسانای آن) صدمه بزند را حذف می‌کند. عیب اصلی اینکار بالا رفتن مدت‌زمان کلیدزنی مدار است.
در ترانسفورماتورهای کلیدزنی نیز یکی از سیم‌پیچ‌های بایفیلار وظیفهٔ تخلیهٔ شار مغناطیسی سرگردان را که نتوانسته است بین اولیه و ثانویهٔ ترانس ارتباط برقرار کند بر عهده دارد.
در موتور یخچال‌ها که از نوع القایی آسنکرون است، برای افزایش مقاومت اهمی سیم‌پیچ راه‌انداز نسبت به راکتانس القایی (به منظور افزایش گشتاور راه‌اندازی موتور) بخشی از سیم‌پیچ استارت به صورت بیفیلار سیم‌پیچی می‌شود.

## پیشینه
فیزیکدان آلمانی ویلهلم ادوارد وبر از پیچهٔ دورشته‌ای در الکترودینامومتر خود در سال ۱۸۴۸ استفاده کرد. نمونه‌های بزرگی در مخترع دانیل مک فارلند کوک در سال ۱۸۷۱ «باتری الکترو مغناطیسی» و آزمایش‌های توان فرکانس بالا نیکولا تسلا در پایان دهه ۱۸۰۰ استفاده شد. نیکولا تسلا در ۹ ژانویه ۱۸۹۴ پیچهٔ دورشته‌ای را ثبت کرد و از آن به عنوان «پیچه‌ای برای آهنرباهای الکتریکی» یاد کرد.